# Arcidiocesi di Fianarantsoa
L'arcidiocesi di Fianarantsoa (in latino Archidioecesis Fianarantsoaensis) è una sede metropolitana della Chiesa cattolica in Madagascar. Nel 2021 contava 1.043.012 battezzati su 2.291.560 abitanti. È retta dall'arcivescovo Fulgence Rabemahafaly.

## Territorio
L'arcidiocesi comprende la regione di Haute Matsiatra e la parte meridionale della regione di Vatovavy-Fitovinany.
Sede arcivescovile è la città di Fianarantsoa, dove sorge la cattedrale del Santo Nome di Gesù.
Il territorio è suddiviso in 47 parrocchie.

## Storia

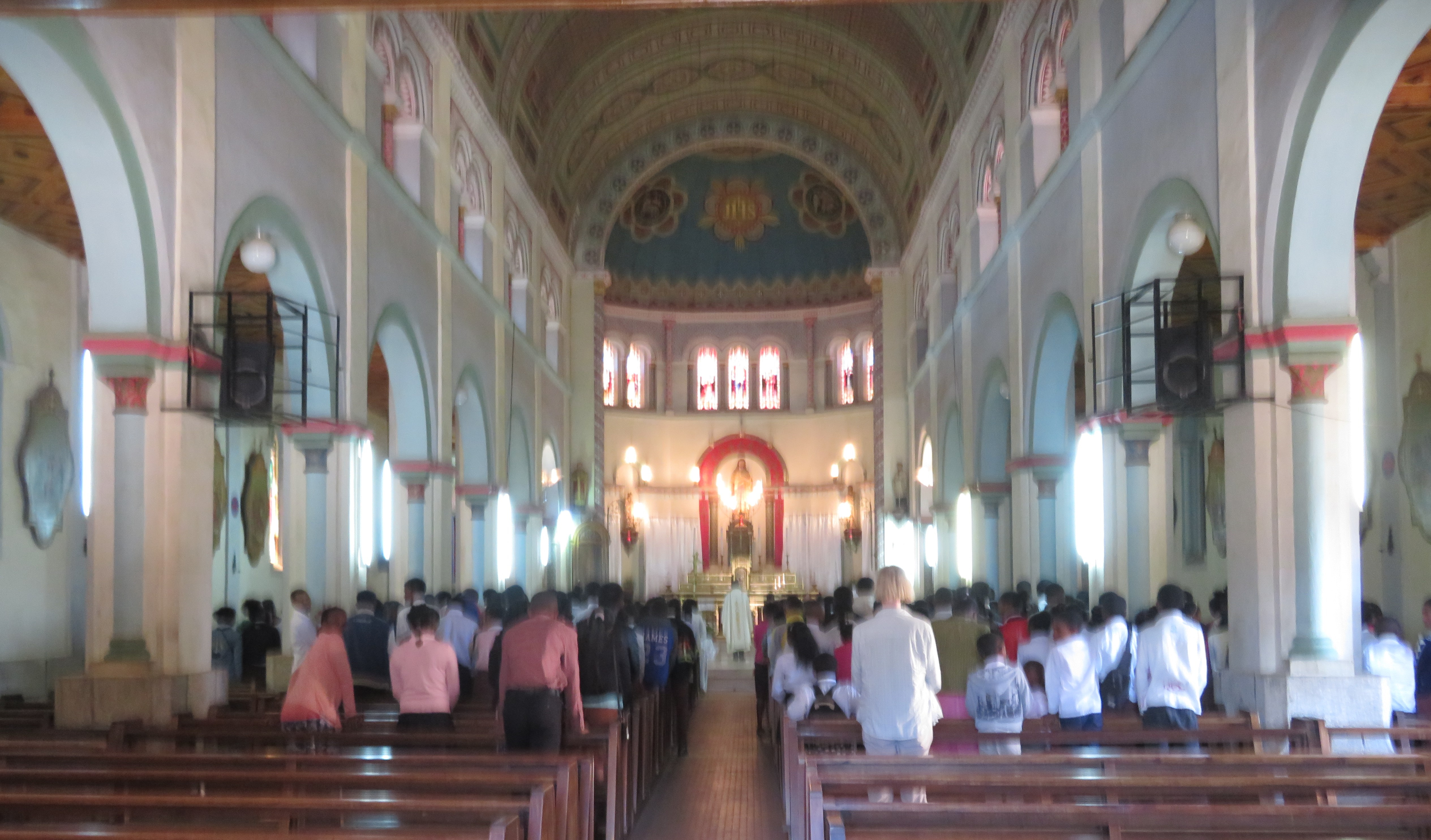
L'interno della cattedrale

Il vicariato apostolico di Fianarantsoa fu eretto il 10 maggio 1913 con il breve Ecclesiarum omnium di papa Pio X, ricavandone il territorio dal vicariato apostolico del Madagascar centrale (oggi arcidiocesi di Antananarivo).
Il 18 giugno 1935 cedette una porzione del suo territorio a vantaggio dell'erezione della prefettura apostolica di Vatomandry (oggi arcidiocesi di Toamasina).
L'8 gennaio 1938 cedette un'altra porzione di territorio a vantaggio dell'erezione della prefettura apostolica di Morondava (oggi diocesi).
Il 14 settembre 1955 con la bolla Dum tantis di papa Pio XII il vicariato apostolico fu elevato a diocesi suffraganea dell'arcidiocesi di Tananarive (oggi arcidiocesi di Antananarivo).
L'11 dicembre 1958 la diocesi è stata ancora elevata al rango di arcidiocesi metropolitana con la bolla Qui benignissima di papa Giovanni XXIII.
Tra i missionari che hanno vissuto ed operato in questa vasta diocesi, si segnala il servo di Dio padre Giuseppe Ingrao, gesuita siciliano di Serradifalco che dal 1964 al 1988 condusse la sua esperienza missionaria tra grandi difficoltà.
Il 9 aprile 1968 e il 3 giugno 1999 ha ceduto ulteriori porzioni del suo territorio a vantaggio dell'erezione rispettivamente delle diocesi di Mananjary e di Ambositra.

## Cronotassi dei vescovi
Si omettono i periodi di sede vacante non superiori ai 2 anni o non storicamente accertati.
- Charles Givelet, S.I. † (16 maggio 1913 - 9 dicembre 1935 deceduto)
- Xavier Ferdinand J. Thoyer, S.I. † (23 dicembre 1936 - 2 aprile 1962 dimesso[1])
- Gilbert Ramanantoanina, S.I. † (2 aprile 1962 - 26 gennaio 1991 deceduto)
- Philibert Randriambololona, S.I. † (17 dicembre 1992 - 1º ottobre 2002 ritirato)
- Fulgence Rabemahafaly, dal 1º ottobre 2002

## Statistiche
L'arcidiocesi nel 2021 su una popolazione di 2.291.560 persone contava 1.043.012 battezzati, corrispondenti al 45,5% del totale.
| anno | popolazione | popolazione | popolazione | presbiteri | presbiteri | presbiteri | presbiteri                | diaconi | religiosi | religiosi | parrocchie |
| anno | battezzati  | totale      | %           | numero     | secolari   | regolari   | battezzati per presbitero | diaconi | uomini    | donne     | parrocchie |
| ---- | ----------- | ----------- | ----------- | ---------- | ---------- | ---------- | ------------------------- | ------- | --------- | --------- | ---------- |
| 1950 | 187.500     | 650.000     | 28,8        | 83         | 2          | 81         | 2.259                     |         | 81        | 105       | 1          |
| 1970 | 358.060     | 792.000     | 45,2        | 129        | 11         | 118        | 2.775                     |         | 198       | 234       | 8          |
| 1980 | 455.000     | 975.000     | 46,7        | 129        | 26         | 103        | 3.527                     |         | 168       | 265       | 8          |
| 1990 | 578.162     | 1.323.762   | 43,7        | 119        | 30         | 89         | 4.858                     |         | 167       | 333       | 7          |
| 1999 | 426.858     | 920.981     | 46,3        | 277        | 54         | 223        | 1.541                     |         | 404       | 296       | 9          |
| 2000 | 436.726     | 974.106     | 44,8        | 125        | 49         | 76         | 3.493                     |         | 249       | 352       | 8          |
| 2001 | 418.749     | 995.760     | 42,1        | 134        | 48         | 86         | 3.124                     |         | 291       | 335       | 7          |
| 2002 | 432.474     | 1.039.760   | 41,6        | 125        | 42         | 83         | 3.459                     |         | 261       | 327       | 7          |
| 2003 | 452.486     | 1.119.860   | 40,4        | 128        | 46         | 82         | 3.535                     |         | 250       | 337       | 8          |
| 2004 | 467.476     | 1.153.750   | 40,5        | 121        | 43         | 78         | 3.863                     |         | 253       | 341       | 9          |
| 2006 | 576.670     | 1.201.000   | 48,0        | 128        | 44         | 84         | 4.505                     |         | 248       | 343       | 9          |
| 2013 | 821.315     | 1.435.000   | 57,2        | 142        | 61         | 81         | 5.783                     |         | 212       | 315       | 42         |
| 2016 | 891.947     | 1.549.477   | 57,6        | 147        | 72         | 75         | 6.067                     |         | 214       | 492       | 45         |
| 2019 | 972.615     | 1.680.240   | 57,9        | 170        | 74         | 96         | 5.721                     |         | 285       | 377       | 46         |
| 2021 | 1.043.012   | 2.291.560   | 45,5        | 183        | 88         | 95         | 5.699                     |         | 285       | 373       | 47         |